# 寒蟬鳴泣之時令
《寒蟬鳴泣之時令》是根據龍騎士07所制作的遊戲《寒蟬鳴泣之時》所改編的日本漫畫。本作也同時是為了紀念本系列的20週年而創作的全新漫畫。
2021年11月25日，兩個出題篇鬼熾篇以及星渡篇宣佈同時開始連載。另外在2023年6月20日，作為解答篇的色尊篇開始連載。

## 登場人物

### 社團成員的子女們
前原圭太郎
龍宮希比呂
園崎魄姫
公由沙喜子

### 社團成員
前原圭一
龍宮蕾娜
園崎魅音
北條沙都子
古手梨花

## 出版書籍
| 卷數                                                                           | 史克威爾艾尼克斯 | 史克威爾艾尼克斯       | 封面人物              |
| 卷數                                                                           | 發售日期         | ISBN                   | 封面人物              |
| 鬼熾篇                                                                         | 鬼熾篇           | 鬼熾篇                 | 鬼熾篇                |
| ------------------------------------------------------------------------------ | ---------------- | ---------------------- | --------------------- |
| 1                                                                              | 2022年6月10日    | ISBN 978-4-7575-7968-2 | 前原圭太郎 龍宮希比呂 |
| 1. 第0話（） 2. 第1話（） 3. 第2話（） 4. 第3話（） 5. 第4話（）               |                  |                        |                       |
| 2                                                                              | 2022年11月11日   | ISBN 978-4-7575-8260-6 | 園崎魄姫 公由沙喜子   |
| 1. 第5話（） 2. 第6話（） 3. 第7話（） 4. 第8話（）                            |                  |                        |                       |
| 星渡篇                                                                         |                  |                        |                       |
| 1                                                                              | 2022年6月10日    | ISBN 978-4-7575-7969-9 | 朏依乃里 一色久琉瑠   |
| 1. 第1話（） 2. 第2話（） 3. 第3話（） 4. 第4話（）                            |                  |                        |                       |
| 2                                                                              | 2022年11月11日   | ISBN 978-4-7575-8259-0 | 古手梨花 聖母         |
| 1. 第5話（） 2. 第6話（） 3. 第7話（） 4. 第8話（） 5. 第9話（） 6. 最終話（） |                  |                        |                       |
| 色尊篇                                                                         |                  |                        |                       |
| 1                                                                              | 2023年9月12日    | ISBN 978-4-7575-8800-4 | 前原圭一 前原圭太郎   |
| 1. 第1話（） 2. 第2話（） 3. 第3話（） 4. 第4話（） 5. 第5話（）               |                  |                        |                       |
| 2                                                                              | 2024年2月9日     | ISBN 978-4-7575-9053-3 |                       |
| 3                                                                              | 2024年8月9日     | ISBN 978-4-7575-9359-6 |                       |
| 4                                                                              | 2025年2月12日    | ISBN 978-4-7575-9675-7 |                       |

### 還未放入單行本的話數

#### 色尊篇
- 6. 第6話
- 7. 第7話
- 8. 第8話
- 9. 第9話

## 外部連結
- 07th Expansion官方網站 （页面存档备份，存于） （日語）
- 鬼熾篇官方網站 （页面存档备份，存于） （日語）
- 星渡篇官方網站 （页面存档备份，存于） （日語）
- 色尊篇官方網站 （页面存档备份，存于） （日語）
- ひぐらしのなく頃に - allcinema
- ひぐらしのなく頃に - KINENOTE